# 1769 Carlostorres
1769 Carlostorres је астероид главног астероидног појаса чија средња удаљеност од Сунца износи 2,179 астрономских јединица (АЈ).
Апсолутна магнитуда астероида је 12,9.